# فوليسمينو ألوني

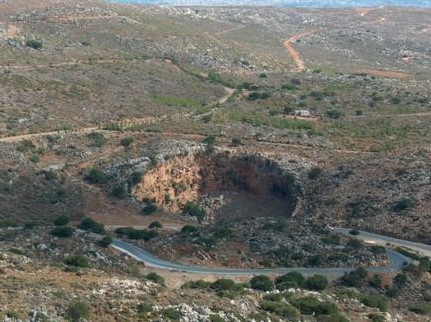
البئر المغمورة

فوليسمينو ألوني (باليونانية Βουλισμένο Αλώνι, وتعني: البيدر المغمور) هو بئر طبيعية توجد عند سفح جبل ستروبولاس بجانب أولد ناشونال رود عند الكيلو 14 من هيراكليون إلى ريثيمنون, في جزيرة كريت (35 درجة شمالاً و25 درجة مئوية شرقًا).
هي ترسيب أرضي دائري الشكل بقطر يصل إلى 90 مترًا، ومنحدراته حادة وعمودية ويصل ارتفاعها إلى 60 مترًا من قاع التكوين. ويمكنك النزول داخلها سيرًا من الجانب الجنوبي الشرقي باتباع مسار معين.
ويعتقد علماء الجيولوجيا أنها بئر طبيعية تكونت عن طريق الهبوط في كهف تحت الأرض أثناء العصر الجليدي.
وعلى الرغم مما يتضمنه الاسم، فهناك اعتقاد بأنه لم يستخدم أبدًا كبيدر.